# Julius Bremer
Julius Bremer (* 17. April 1828 in Wolmirstedt; † 24. November 1894 in Magdeburg) gehörte zu den Mitbegründern der Magdeburger Arbeiterbewegung und 1869 zu den Mitbegründern der Social-demokratischen Arbeiter-Partei, der Vorgängerin der heutigen SPD.

## Leben
1863 gründete der Böttchermeister Bremer zusammen mit dem Schneider Johannes Münze einen Arbeiterbildungsverein. Dieser stellt den Beginn gewerkschaftlicher Tätigkeit in Magdeburg dar. In diesem Verein, der von Max Hirsch und Leberecht Uhlich dominiert wurde, erhielt Bremer jedoch später Redeverbot. 
Bremer gründete daher 1868 zusammen mit Wilhelm Klees den Sozialen Reformverein der als Vorläuferorganisation der SPD in Magdeburg zu sehen ist. Zusammen mit Münze führte er die Magdeburger Sektion der Ersten Internationale, deren alleinige Leitung er nach dem Tode Münzes innehatte. Bremer gehörte zu den zwölf Unterzeichnern des Aufrufs zum Einigungskongreß aller sozialdemokratischen Arbeiter 1869 in Eisenach. Bremer hielt enge Verbindungen mit Wilhelm Liebknecht und August Bebel. 
1869 gründete Bremer in Magdeburg den Sozialdemokratischen Arbeiterverein (SAV) im Rahmen des Allgemeinen Deutschen Arbeitervereins (ADAV) und übernahm dessen Vorsitz. Am 22. Juni 1869 traf er sich mit den ADAV-Führern Samuel Spier, Theodor Yorck, Wilhelm Bracke sowie mit den Führern der Sächsischen Volkspartei, Wilhelm Liebknecht und August Bebel, „in einem Gasthaus dritter Güte in Magdeburg“ (Bebel) zur Vorbereitung des Kongresses, der wenige Wochen später in Eisenach mit der Gründung der Social-demokratischen Arbeiterpartei Deutschlands endete.
Bremer eröffnete in Magdeburg (Margarethenstraße) einen Grünwarenladen, um politisch unabhängig agieren zu können. 1876 wurde er Redakteur der Magdeburger Zeitung „Freie Presse“. Auch während der Zeit der Sozialistengesetze von 1878 bis 1890 blieb er aktiv und wurde zeitweilig inhaftiert. 1891 erhielt er als Zweiter (nach Klees) für die Sozialdemokratie ein Mandat in der Magdeburger Stadtverordnetenversammlung. Er war an der Gründung der sozialdemokratischen „Volksstimme“ beteiligt.

## Ehrung
Die Städte Wolmirstedt und Magdeburg haben eine Straße (Julius-Bremer-Straße) nach ihm benannt.